# Baiyintaohai
Baiyintaohai (kinesiska: 白音套海, 白音套海苏木) är en socken i Kina. Den ligger i den autonoma regionen Inre Mongoliet, i den norra delen av landet, omkring 770 kilometer öster om regionhuvudstaden Hohhot.
Genomsnittlig årsnederbörd är 531 millimeter. Den regnigaste månaden är juni, med i genomsnitt 126 mm nederbörd, och den torraste är januari, med 2 mm nederbörd.